# Leporello (Heft)

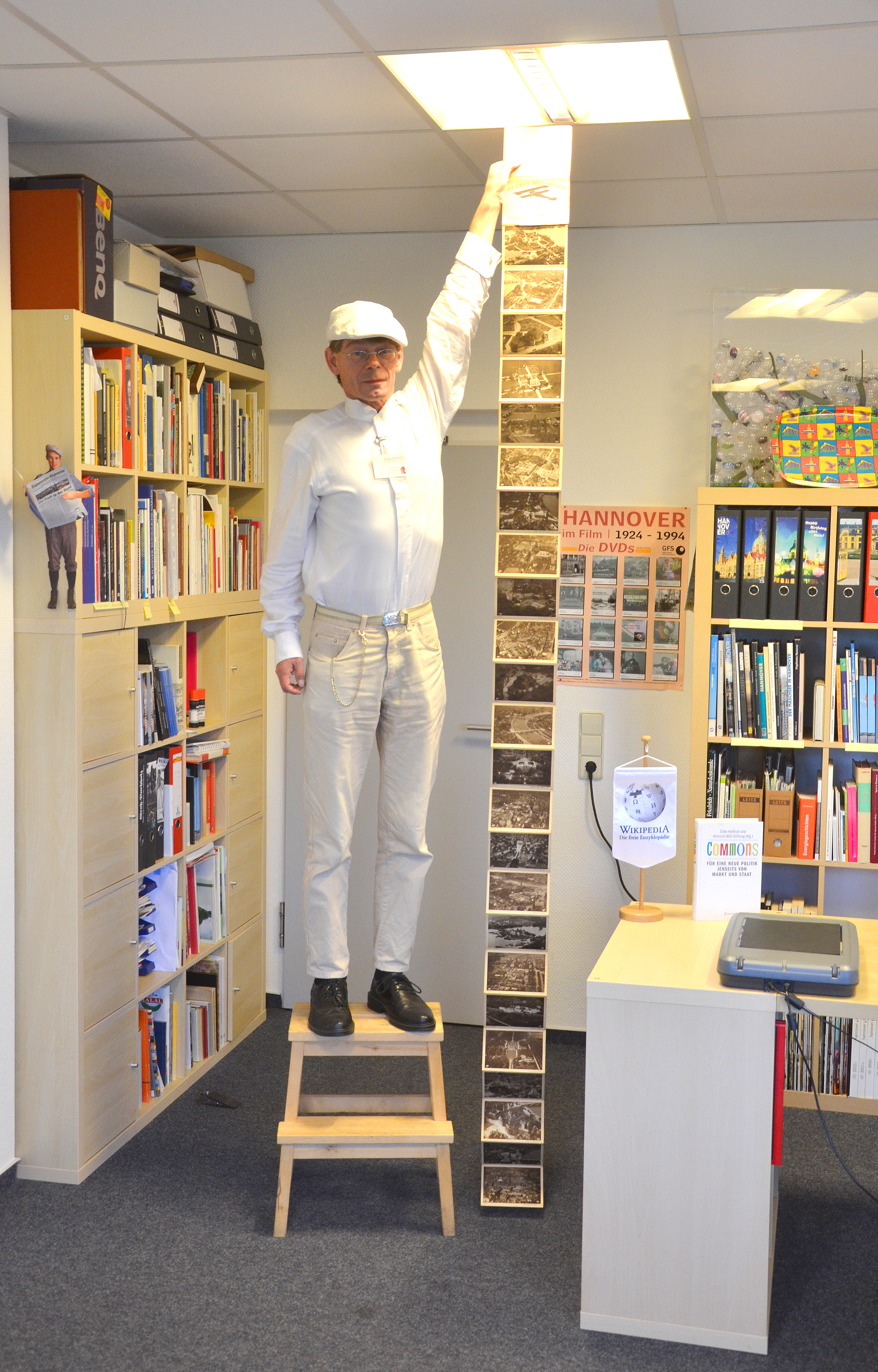
Leporello aus 24 Ansichtskarten mit Luftbildaufnahmen der Deutschen Luft-Reederei von Dresden

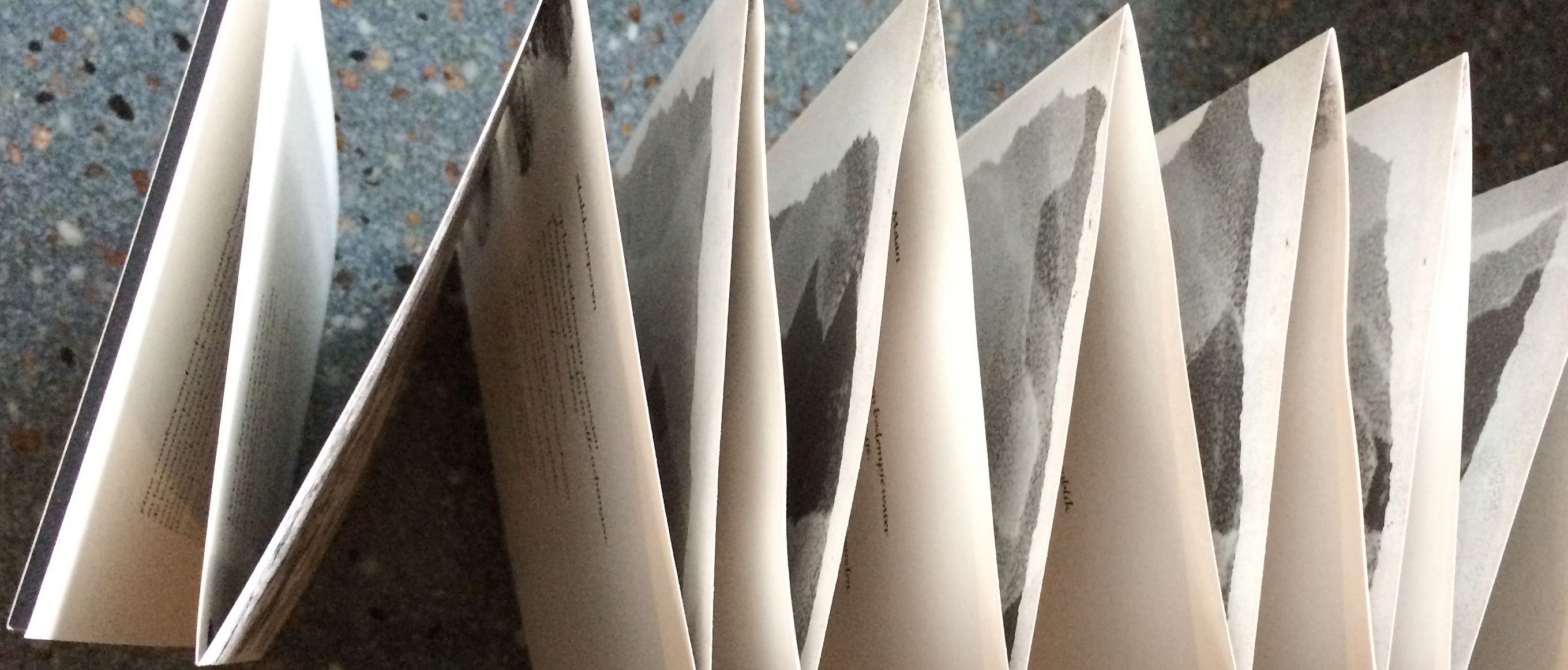
Leporellobuch

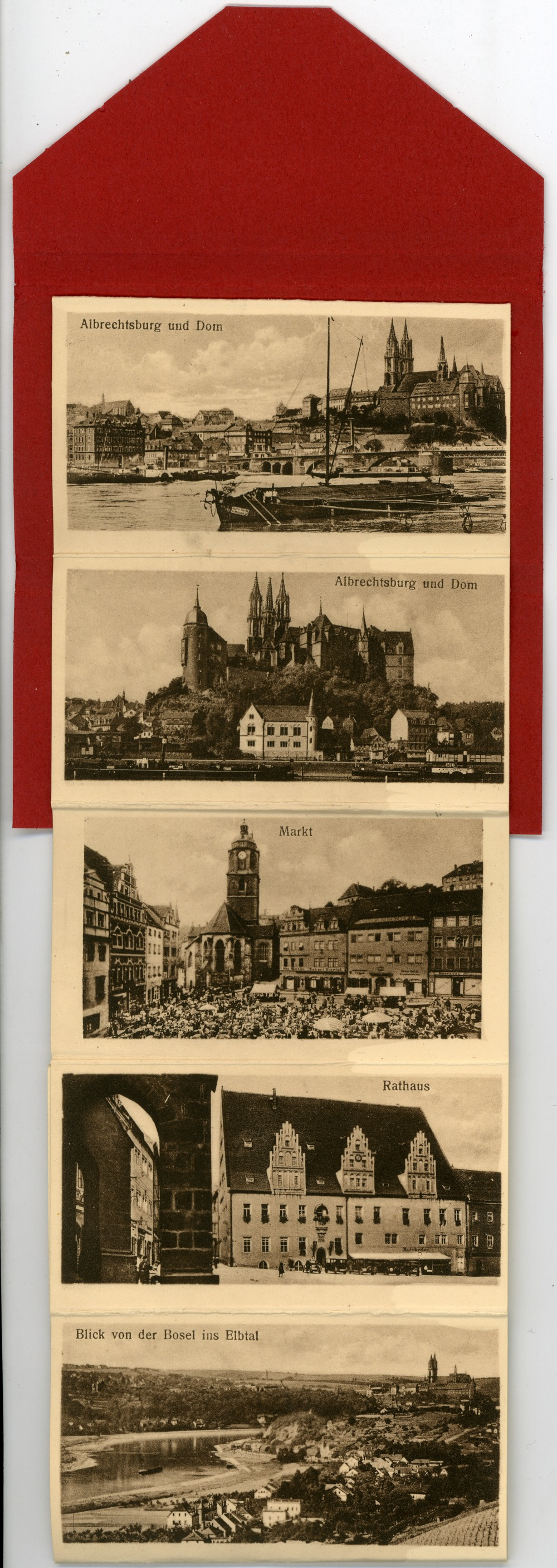
Meißen-Leporello

Der oder das Leporello, auch Faltbuch genannt, ist ein faltbares Heft in Form eines langen Papier- oder Kartonstreifens, der ziehharmonikaartig zusammengelegt ist. Es wird vor allem für Foto- und Bilderserien, Faltblätter und Prospekte verwendet.

## Wortherkunft
Der Name geht auf Mozarts Opernfigur Leporello zurück, den Diener von Don Giovanni (Don Juan), der für seinen Herrn eine Liste all seiner Amouren führt. Leporello berichtet davon in der sogenannten Registerarie. Nach der Aufführungstradition entfaltet er dabei effektvoll diese Liste auf der Bühne. Im Libretto findet sich dazu keine Angabe, außer dass die als „catalogo“' bezeichnete Liste als „non piccolo libro“, also als „nicht [gerade] kleines Buch“ bezeichnet wird.

## Verwendung
- Fotografen verwenden Leporellos für Bilderserien. Die Bilder werden in zickzack-gefaltete Passepartouts eingeschoben.
- Im Marketing wird der Begriff für beidseitig bedruckte Faltflyer verwendet.
- Bei Wanderkarten wird die Leporellofaltung als pragmatische Lösung eingesetzt. Sie hat den Vorteil, dass man keine große Karte vor sich hertragen muss, auch ergibt sich die Folgeseite gewissermaßen von selbst.
- Ansichtskarten werden streifenförmig aneinandergefügt als Leporello angeboten. Je nach Format kann der Käufer diese Karten voneinander trennen und jeweils einzeln verwenden.
- Schmale Taschenkalender und manche Kinderbücher werden als Falthefte hergestellt.
- Noten für Ensemble und Orchester können statt zweiseitiger Heftung und anstelle einer Loseblattsammlung zum Rüberziehen der Seiten (statt umzublättern, gerade bei sehr großen Notenseiten umständlich) als Leporello geklebt werden, weil man dann gut drei Seiten gleichzeitig aufs Notenpult legen und schwierige Blätterstellen umgehen und auch vermeiden kann.
- Druckerpapier für den Listendruck ist in der Regel z-förmig gefaltet, deswegen gibt es an Hochschulen die Studienbescheinigungen samt Quittung über die Rückmeldegebühr oftmals als Leporello.
- Selbstklebenotizzettel werden teilweise statt als Block mit wechselnder Aufbringung des Adhäsionsstreifens hergestellt.
- Schon Handschriften der Maya wie der Codex Tro-Cortesianus aus dem 15. oder 16. Jahrhundert wurden als Leporello angefertigt.

Vergleichbar mit der endlosen Leporellofaltung ist das wechselseitige Stapeln gefalteter Blätter von Kosmetik- oder Papierhandtüchern.

## Variante
Beim Magnet-Leporello, meist im Scheckkartenformat, wird der zickzack-gefalzte Inhalt zwischen zwei Magnetfolien zusammengehalten.